# David Pears
David Pears  (ur. 8 sierpnia 1921 w Bedfont, zm. 1 lipca 2009) – brytyjski filozof języka i umysłu, profesor filozofii na Uniwersytecie Oksfordzkim.